# Lej Languard
Lej Languard är en sjö i Schweiz. Den ligger i den östra delen av landet, 200 km öster om huvudstaden Bern. Lej Languard ligger 2 592 meter över havet.
Trakten runt Lej Languard består i huvudsak av gräsmarker. Runt Lej Languard är det ganska glesbefolkat, med 23 invånare per kvadratkilometer.